# Wybory parlamentarne w Hondurasie Brytyjskim w 1969 roku

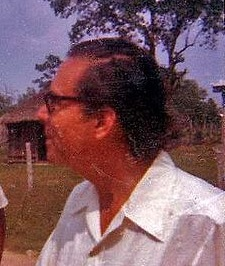
George Cadle Price

Wybory parlamentarne w Hondurasie Brytyjskim w 1969 roku zostały przeprowadzone w celu wyłonienia 18 członków Zgromadzenia Ustawodawczego. Zwycięstwo w nich uzyskała Zjednoczona Partia Ludowa (PUP), która zdobyła 17 mandatów, o jeden więcej niż cztery lata wcześniej. Skład Zgromadzenia Ustawodawczego uzupełniła Narodowa Partia Niepodległości wraz z Ruchem Rozwoju Społeczeństwa, zdobywając jeden mandat. Premierem został po raz kolejny George Cadle Price.

## Wyniki wyborów parlamentarnych
Do udziału w wyborach uprawnionych było 29 823 osób. Głosy oddało 22 377 obywateli, co dało frekwencję na poziomie 75,3%. Głos można było oddać na jednego z 37 kandydatów. Poza członkami dwóch wiodących partii, o elekcję ubiegał się także jeden kandydat niezależny. Był nim Miguel Ruiz, którego nazwisko znalazło się na liście w okręgu Cayo South.
|  | Partia                                                      | Głosy  | Procent | Mandaty | % mandatów |
|  | ----------------------------------------------------------- | ------ | ------- | ------- | ---------- |
|  | Zjednoczona Partia Ludowa                                   | 12 888 | 57,6%   | 17      | 94,4%      |
|  | Narodowa Partia Niepodległości - Ruch Rozwoju Społeczeństwa | 8 910  | 39,8%   | 1       | 5,6%       |
|  | Kandydaci niezależni                                        | 102    | 0,34%   | -       | -          |
|  | Głosy nieważne                                              | 477    | 2,0%    | -       | -          |
|  | Razem                                                       | 22 377 | 100,0%  | 18      | 100,0%     |